# レッドジェニアル
レッドジェニアル（欧字名:Red Genial、2016年4月5日 - ）は、日本の競走馬。2019年の京都新聞杯の勝ち馬である。
馬名の意味は、冠名＋素晴らしい（フランス語）。王道を突き進む快進撃を期待して。

## 戦績

### 3歳（2019年）
1月13日に行われた京都競馬場の3歳新馬戦に北村友一鞍上でデビューしたが3着に敗れ。2戦目の未勝利戦でも勝てず、鞍上が酒井学に乗り替わった3戦目で初勝利する。その後に出走した条件戦のアザレア賞に5番人気で出走して4着となった。
続いて出走した京都新聞杯では11番人気と完全な伏兵扱いだったが、直線でのちにダービー馬となるロジャーバローズを交わして1着入線。人気を覆す勝利で重賞初制覇を果たした。
そして迎えた東京優駿（日本ダービー）では皐月賞馬サートゥルナーリアが人気の中心となったため、本馬は単勝11番人気にとどまった。レースは道中後方に付けて直線で進出を試みるも先行勢を捕らえるに至らず8着となった。優勝したのは本馬が京都新聞杯で破ったロジャーバローズで、12番人気での大金星を収めた。
秋は神戸新聞杯から始動。4番人気となったがレースは1番人気サートゥルナーリアが完勝。その後に2番人気ヴェロックス、3番人気ワールドプレミアが続いて本馬は4着だった。
迎えたクラシック最後の一冠菊花賞はサートゥルナーリアは天皇賞（秋）を目指し、ロジャーバローズは屈腱炎ですでに引退していたため、皐月賞馬、ダービー馬不在で行われた。本馬はダービー馬を破った経験はあったが、ヴェロックスなどが人気を集め、本馬は最終的に7番人気となる。レースは道中は好位置に付けたが直線で追い込めず6着となった。

### 4歳（2020年）
日経新春杯から始動。武豊が騎乗したこともあって人気を集めたが、スタートで後手を踏み道中の行脚もつかない展開で7着に終わった。3か月後の大阪杯では酒井に騎乗が戻る。最低人気での出走で8着に敗れた。続く鳴尾記念は最後方から上がり最速の脚で追い込み3着を確保する。宝塚記念は中団やや後ろにつけたが10着に終わった。その後は休養し京都大賞典で復帰予定だったがトレセンでの追い切り後に鼻出血を発症したため、同レースを回避することとなった。

### 5歳（2021年）～7歳（2023年）
復帰までに時間がかかり、前走から9か月後の大阪城ステークスで復帰を迎える。レースはやや出遅れ後方からの競馬となり9着に終わった。その後、休養を挟んで7月18日の函館記念に出走するも15着と大敗する。以降はオープン特別を中心に使われるも勝利を挙げることはできず、2023年9月8日をもってJRAの競走馬登録を抹消された。引退後は乗馬になる。2024年2月末に弘前大学に入厩し、学生馬術大会に出場している。

## 競走成績
以下の内容は、JBISサーチおよびnetkeiba.comに基づく。
| 競走日     | 競馬場 | 競走名     | 格      | 距離（馬場）  | 頭 数 | 枠 番 | 馬 番 | オッズ （人気） | 着順 | タイム （上がり3F） | 着差 | 騎手      | 斤量 [kg] | 1着馬（2着馬）         | 馬体重 [kg] |
| ---------- | ------ | ---------- | ------- | ------------- | ----- | ----- | ----- | --------------- | ---- | ------------------- | ---- | --------- | --------- | ---------------------- | ----------- |
| 2019.01.13 | 京都   | 3歳新馬    |         | 芝2000m（良） | 16    | 5     | 10    | 013.70（3人）   | 03着 | R2:04.5（36.1）     | -0.1 | 0北村友一 | 56        | サトノソロモン         | 498         |
| 0000.02.02 | 京都   | 3歳未勝利  |         | 芝2000m（良） | 10    | 8     | 9     | 003.30（2人）   | 03着 | R2:03.1（35.2）     | -0.7 | 0北村友一 | 56        | パトリック             | 488         |
| 0000.02.17 | 京都   | 3歳未勝利  |         | 芝2000m（良） | 14    | 4     | 6     | 004.00（2人）   | 01着 | R2:02.1（35.4）     | -0.5 | 0酒井学   | 56        | （サンライズアキレス） | 484         |
| 0000.03.30 | 阪神   | アザレア賞 | 500万下 | 芝2400m（稍） | 9     | 8     | 9     | 008.00（5人）   | 04着 | R2:27.5（35.7）     | -0.3 | 0酒井学   | 56        | ヒーリングマインド     | 480         |
| 0000.05.04 | 京都   | 京都新聞杯 | GII     | 芝2200m（良） | 14    | 3     | 3     | 034.6（11人）   | 01着 | R2:11.9（34.7）     | -0.0 | 0酒井学   | 56        | （ロジャーバローズ）   | 480         |
| 0000.05.26 | 東京   | 東京優駿   | GI      | 芝2400m（良） | 18    | 6     | 11    | 092.9（11人）   | 08着 | R2:23.4（35.1）     | -0.8 | 0酒井学   | 57        | ロジャーバローズ       | 476         |
| 0000.09.22 | 阪神   | 神戸新聞杯 | GII     | 芝2400m（良） | 8     | 4     | 4     | 022.80（4人）   | 04着 | R2:27.8（33.1）     | -1.0 | 0酒井学   | 56        | サートゥルナーリア     | 488         |
| 0000.10.20 | 京都   | 菊花賞     | GI      | 芝3000m（良） | 18    | 6     | 12    | 015.00（7人）   | 06着 | R3:06.6（36.4）     | -0.6 | 0酒井学   | 57        | ワールドプレミア       | 486         |
| 2020.01.19 | 京都   | 日経新春杯 | GII     | 芝2400m（良） | 14    | 2     | 2     | 003.60（1人）   | 07着 | R2:27.7（34.5）     | -0.8 | 0武豊     | 56        | モズベッロ             | 486         |
| 0000.04.05 | 阪神   | 大阪杯     | GI      | 芝2000m（良） | 12    | 5     | 6     | 107.8（12人）   | 08着 | R1:59.1（34.5）     | -0.7 | 0酒井学   | 57        | ラッキーライラック     | 486         |
| 0000.06.06 | 阪神   | 鳴尾記念   | GIII    | 芝2000m（良） | 16    | 4     | 8     | 009.90（4人）   | 03着 | R2:00.2（35.2）     | -0.1 | 0酒井学   | 56        | パフォーマプロミス     | 486         |
| 0000.06.28 | 阪神   | 宝塚記念   | GI      | 芝2200m（稍） | 18    | 4     | 8     | 169.0（15人）   | 10着 | R2:16.7（38.9）     | -3.2 | 0酒井学   | 58        | クロノジェネシス       | 484         |
| 2021.03.07 | 阪神   | 大阪城S    | L       | 芝1800m（良） | 16    | 3     | 6     | 007.80（3人）   | 09着 | R1:46.7（33.8）     | -0.6 | 0酒井学   | 57        | ヒンドゥタイムズ       | 494         |
| 0000.07.18 | 函館   | 函館記念   | GIII    | 芝2000m（良） | 16    | 8     | 16    | 033.2（13人）   | 15着 | R2:01.8（39.1）     | -3.1 | 0坂井瑠星 | 57        | トーセンスーリヤ       | 506         |
| 0000.08.07 | 函館   | 札幌日経OP | L       | 芝2600m（良） | 15    | 6     | 11    | 029.8（10人）   | 09着 | R2:41.0（36.9）     | -1.2 | 0坂井瑠星 | 57        | ディアスティマ         | 496         |
| 2022.02.06 | 小倉   | 関門橋S    | OP      | 芝2000m（良） | 12    | 4     | 4     | 017.50（8人）   | 05着 | R2:01.1（35.3）     | -1.1 | 0鮫島克駿 | 57        | ダブルシャープ         | 482         |
| 0000.03.06 | 阪神   | 大阪城S    | L       | 芝1800m（良） | 12    | 6     | 8     | 028.50（8人）   | 11着 | R1:47.0（36.1）     | -2.2 | 0鮫島克駿 | 56        | アルサトワ             | 482         |
| 0000.12.10 | 中山   | 師走S      | L       | ダ1800m（良） | 16    | 4     | 8     | 083.9（14人）   | 15着 | R1:54.8（40.3）     | -2.9 | 0石橋脩   | 56        | キタノヴィジョン       | 488         |
| 2023.03.05 | 中山   | 総武S      | OP      | ダ1800m（良） | 16    | 1     | 2     | 234.5（14人）   | 12着 | R1:55.3（38.4）     | -1.7 | 0津村明秀 | 58        | ホウオウルバン         | 478         |
| 0000.05.13 | 京都   | 都大路S    | L       | 芝1800m（良） | 10    | 8     | 9     | 087.1（10人）   | 08着 | R1:46.8（34.2）     | -0.9 | 0幸英明   | 58        | エアファンディタ       | 478         |
| 0000.07.02 | 函館   | 巴賞       | OP      | 芝1800m（良） | 16    | 7     | 14    | 215.0（14人）   | 13着 | R1:49.2（36.0）     | -1.2 | 0横山琉人 | 58        | アラタ                 | 476         |
| 0000.08.05 | 札幌   | 札幌日経OP | L       | 芝2600m（稍） | 14    | 3     | 3     | 229.1（13人）   | 08着 | R2:43.8（36.0）     | -1.8 | 0横山琉人 | 58        | ブローザホーン         | 480         |
| 0000.09.03 | 札幌   | 丹頂S      | OP      | 芝2600m（良） | 14    | 4     | 6     | 039.4（11人）   | 12着 | R2:44.4（39.9）     | -2.6 | 0横山琉人 | 56        | ジャンカズマ           | 474         |

## 血統表
| レッドジェニアルの血統        | レッドジェニアルの血統                | レッドジェニアルの血統                | （血統表の出典）                      | （血統表の出典）  |
| 父系                          | ミスタープロスペクター系              | ミスタープロスペクター系              | ミスタープロスペクター系              |                   |
| 父 キングカメハメハ 2001 鹿毛 | 父の父Kingmambo 1990 鹿毛             | Mr.Prospector                         | Raise a Native                        | Raise a Native    |
| 父 キングカメハメハ 2001 鹿毛 | 父の父Kingmambo 1990 鹿毛             | Mr.Prospector                         | Gold Digger                           |                   |
| 父 キングカメハメハ 2001 鹿毛 | 父の父Kingmambo 1990 鹿毛             | Miesque                               | Nureyev                               | Nureyev           |
| 父 キングカメハメハ 2001 鹿毛 | 父の父Kingmambo 1990 鹿毛             | Miesque                               | Pasadoble                             |                   |
| 父 キングカメハメハ 2001 鹿毛 | 父の母*マンファス Manfath 1991 黒鹿毛 | *ラストタイクーン                     | *トライマイベスト                     | *トライマイベスト |
| 父 キングカメハメハ 2001 鹿毛 | 父の母*マンファス Manfath 1991 黒鹿毛 | *ラストタイクーン                     | Mill Princess                         |                   |
| 父 キングカメハメハ 2001 鹿毛 | 父の母*マンファス Manfath 1991 黒鹿毛 | Pilot Bird                            | Blakeney                              | Blakeney          |
| 父 キングカメハメハ 2001 鹿毛 | 父の母*マンファス Manfath 1991 黒鹿毛 | Pilot Bird                            | The Dancer                            |                   |
| 母 レッドアゲート 2005 黒鹿毛 | 母の父マンハッタンカフェ 1998 青鹿毛  | サンデーサイレンス                    | Halo                                  | Halo              |
| 母 レッドアゲート 2005 黒鹿毛 | 母の父マンハッタンカフェ 1998 青鹿毛  | サンデーサイレンス                    | Wishing Well                          |                   |
| 母 レッドアゲート 2005 黒鹿毛 | 母の父マンハッタンカフェ 1998 青鹿毛  | サトルチェンジ                        | Law Society                           | Law Society       |
| 母 レッドアゲート 2005 黒鹿毛 | 母の父マンハッタンカフェ 1998 青鹿毛  | サトルチェンジ                        | Santa Luciana                         |                   |
| 母 レッドアゲート 2005 黒鹿毛 | 母の母*セカンドチャンス 1997 栗毛     | *スキャン                             | Mr. Prospector                        | Mr. Prospector    |
| 母 レッドアゲート 2005 黒鹿毛 | 母の母*セカンドチャンス 1997 栗毛     | *スキャン                             | Video                                 |                   |
| 母 レッドアゲート 2005 黒鹿毛 | 母の母*セカンドチャンス 1997 栗毛     | ベップイチバン                        | シーホーク                            | シーホーク        |
| 母 レッドアゲート 2005 黒鹿毛 | 母の母*セカンドチャンス 1997 栗毛     | ベップイチバン                        | トーエイプリンセス                    |                   |
| 母系(F-No.)                   | 3号族(FN:3-l)                         | 3号族(FN:3-l)                         | 3号族(FN:3-l)                         |                   |
| 5代内の近親交配               | Mr. Prospector3×4、Northern Dancer5×5 | Mr. Prospector3×4、Northern Dancer5×5 | Mr. Prospector3×4、Northern Dancer5×5 |                   |

- 母レッドアゲートは2008年のフローラステークス勝ち馬。
- 6代母トサモアーは1955年の阪神3歳ステークス勝ち馬。
- さらに牝系を遡ると、小岩井農場の基礎輸入牝馬の1頭であるフロリースカツプにたどり着く。